# Pissarra (tauler)

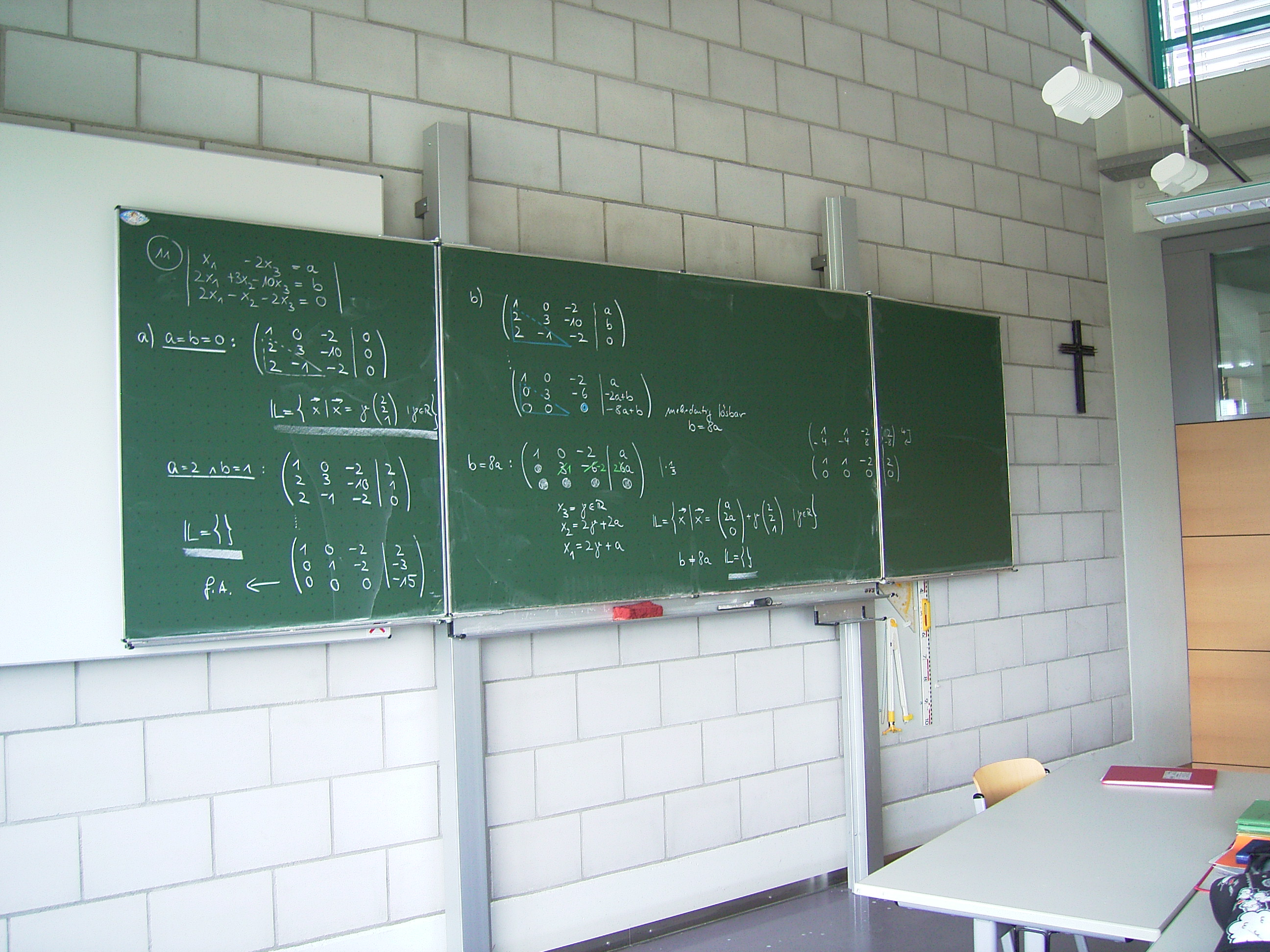
Pissarra en una aula

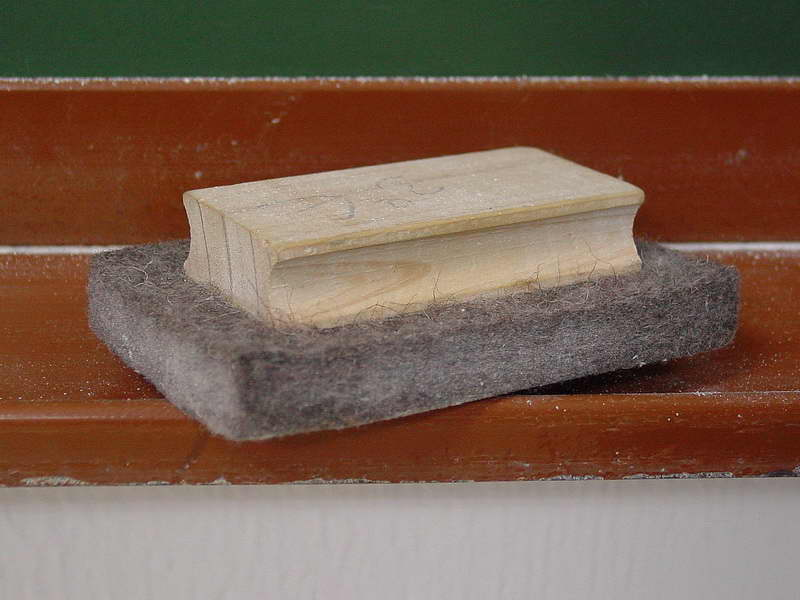
Esborrador

Una pissarra de paret o pissarra escolar (castellanismes) o taulassa, tauler, tauló, llosa(rda) o quadre blanc o negre és una superfície d'escriptura reutilitzable en la qual el text o figures es realitzen amb guix o un altre tipus de retoladors esborrables. El seu nom prové del fet que a l'origen es fabricaven de fulles llises, fines de pissarra natural negra o fosca.
Una pissarra pot ser simplement un tros de tauler pintat amb pintura fosca mat (generalment de color verd fosc o negre). Generalment és verd fosc, ja que és un color menys dur als ulls que el negre. Una variació moderna consisteix en un full de plàstic en espiral desplegada a través de dos corrons paral·lels, que es poden enrotllar per a crear un espai addicional d'escriptura mentre que es guarda el que s'ha escrit.

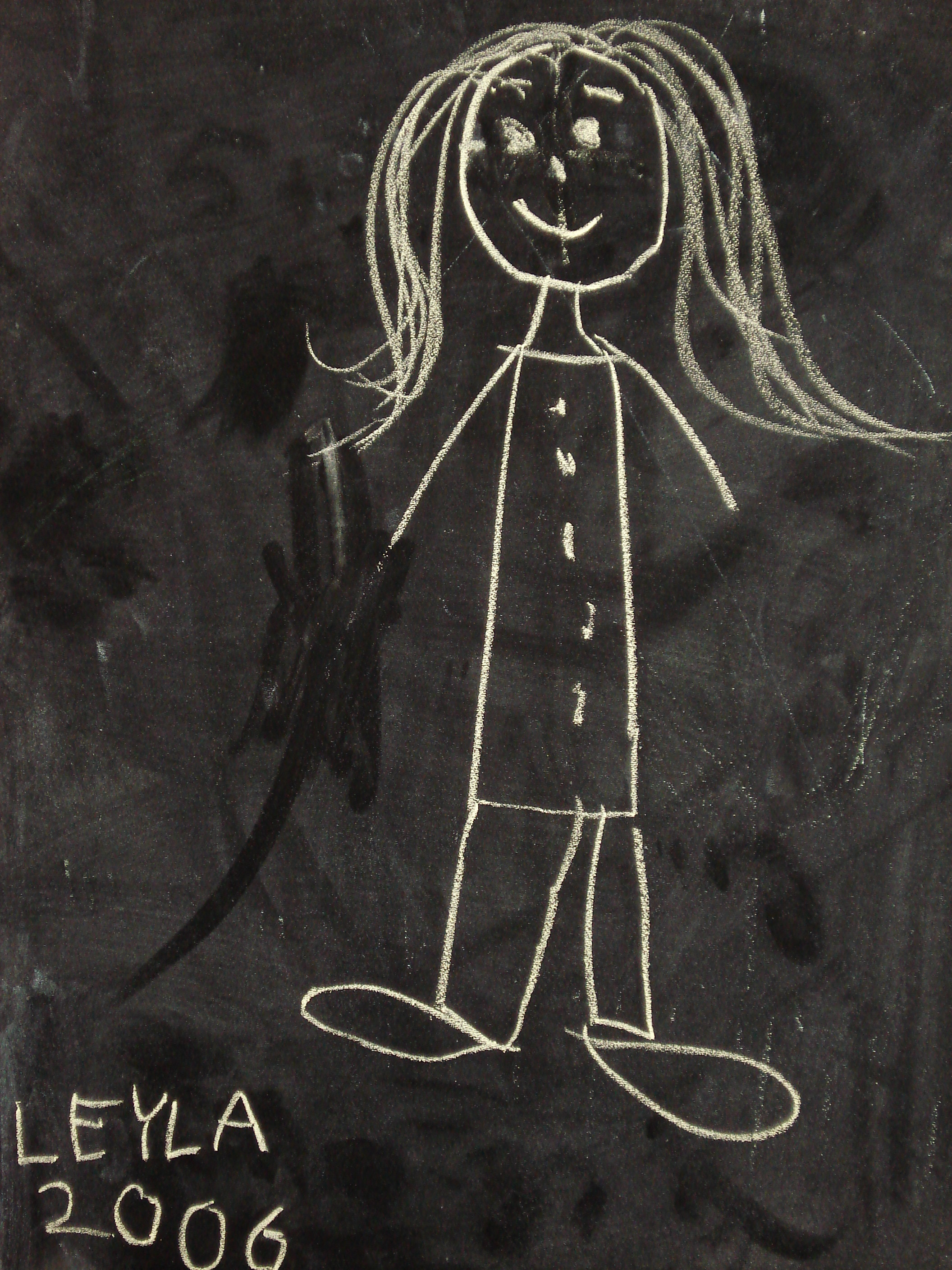
Dibuix escolar sobre una pissarra

Les pissarres s'utilitzen comunament en ensenyament. Les marques de guix es poden esborrar fàcilment amb un drap humit, o un esborrador especial consistent en un bloc de fusta cobert per un coixí de feltre. Per contra, les marques de guix mullat poden ser difícils de treure.
Les barres de "guix tractat" es fan especialment per a l'ús amb les pissarres, en blanc les més comunes, però també en diversos colors. Aquests no es fan realment de roca de guix, sinó de guix. Les pissarres tenen alguns desavantatges: produeixen una certa quantitat de pols depenent de la qualitat del guix utilitzada. No obstant això, altres mètodes per exhibir informació són més costosos i tenen els seus propis desavantatges. Aquests desavantatges han conduït a l'adopció extensa de la pissarra blanca, que utilitza retoladors de tinta que no produeixen pols.
En l'actualitat s'estan instal·lant les pissarres digitals interactives, que permeten fer anotacions manuscrites sobre qualsevol imatge projectada d'ordinador, així com guardar les imatges compostes i controlar l'ordinador des de la pròpia pissarra interactiva, amb molt més possibilitats didàctiques que la pissara ttradicional.